# Ministerium für Rationierung und Versorgung (Israel)
Das Ministerium für Rationierung und Versorgung in Israel (hebräisch מִשְׂרָד הקִצּוּב והאַסְפָּקָה, Misrad ha-Kizuv we-ha-Aspaka) war ein nur eineinhalb Jahre bestehendes Portfolio im israelischen Kabinett, das am 26. April 1949 durch David Ben-Gurion gegründet wurde, um das israelische Sparprogramm umzusetzen. Minister war Dov Yosef. Nachdem das Sparprogramm umgesetzt wurde, schloss Ben-Gurion das Ministerium bei der Bildung der zweiten Regierung im Oktober/November 1950.

## Liste der Minister für Rationierung und Versorgung
| Nr. | Name      | Porträt | Partei | Amtsbeginn     | Amtsende         | Regierung (P.M.) |
| --- | --------- | ------- | ------ | -------------- | ---------------- | ---------------- |
| 1   | Dov Yosef |         | Mapai  | 26. April 1949 | 1. November 1950 | 1 (Ben-Gurion)   |